# Nejla Ateş
Nejla Ateș (n. 7 martie 1932, Constanța, România – d. aprilie 2005, Istanbul, Turcia) a fost o dansatoare din buric și actriță turcă.

## Biografie
S-a născut la 7 martie 1932 în orașul Constanța  din România. A purtat inițial numele Naciye Batır, dar a devenit celebră ca Nejla Ateș în Turcia și ca Nejla Ates în Statele Unite ale Americii. A fost cunoscută, de asemenea, și sub numele de scenă Turkish Delight. A apărut în filmele King Richard and the Crusaders⁠(d) (1954), în care Rex Harrison îl interpreta pe sultanul Saladin și George Sanders pe regele Richard Inimă de Leu, și Son of Sinbad⁠(d) (1955), în care Dale Robertson⁠(d) îl interpreta pe Sinbad și Vincent Price pe poetul persan Omar Khayyám,  precum și în muzicalul Fanny⁠(d) de pe Broadway.
Ateș a avut parte de mai multe scandaluri, inclusiv de o scurtă ceartă cu regina burlescă Rose la Rose, care a pretins că turcoaica i-a furat cele mai bune mișcări de dans din buric. În ciuda frumuseții și a succesului ei, Nejla Ateș a ajuns în pragul sărăciei și, deprimată, a încercat de două ori să se sinucidă. Prima ei tentativă de sinucidere printr-o supradoză de tranchilizante și aspirină a avut loc după o ceartă cu iubitul ei de atunci, cântărețul Bobby Colt. Ates a fost considerată cauza principală a divorțului ei de către soția lui Colt, Hope Diamond. Dansatoarea turcă a vorbit public despre depresia ei astfel: „M-am săturat de viață... de dragoste... de tot”.
A doua tentativă de sinucidere cu o supradoză de barbiturice a lăsat-o într-o comă temporară. Ea a suferit, de asemenea, o serie de alte răni, inclusiv alunecarea unui disc intervertebral, aparent ca urmare a mișcărilor sale de dans. Ziarele de scandal au relatat că, după ce a părăsit America în anul 1965 pentru a se întoarce în Turcia, dansatoarea brunetă, cândva delicată, înaltă de 1,50 m și având 44 kg, a devenit o blondă de 90 kg. Nejla Ateș a murit pe 19 septembrie 1995 într-un spital din Istanbul.

## Omagiu
O statuie goală a ei a fost inaugurată în noiembrie 1954 în Central Park din New York.